# Izzat (honor)
Izzat (indostaní: इज़्ज़त / عزت, en bengalí: ইজ্জত) es el concepto de honor que prevalece en la cultura de India del Norte, Bangladés y Pakistán. Se aplica universalmente en todas las religiones (hindú, musulmana y sij), comunidades y géneros. El mantenimiento de la reputación de uno mismo y de su familia forma parte del concepto de izzat, al igual que la venganza obligatoria cuando ha sido violado el propio izzat.
Se ha considerado que el concepto de izzat restringe la libertad de las mujeres, pero se caracteriza en un nivel general como un concepto que atraviesa la jerarquía social y hace cumplir "la igualdad en el dar, pero también la igualdad en la venganza". La idea de reciprocidad, tanto en la amistad como en la enemistad, está profundamente arraigada en el izzat. Se requiere que una persona acuda en ayuda de quienes la han ayudado anteriormente. No hacerlo es deshonrar la propia deuda y perder izzat.

## Dushmani y Badla
Las violaciones percibidas de izzat son claves para el desarrollo de enemistades tanto personales como familiares (dushmani, दुश्मनी/دشمنی, দুশমনি) cuando la parte agraviada busca venganza (badla, बदला/بدلا, বদলা), lo que podría resultar en ciclos de contraataque y venganza, que a veces se extienden por generaciones. El concepto de reciprocidad también se aplica a badla. La naturaleza e intensidad de la venganza, "y lo que se toma - vida, recursos o posición - se rige por el izzat (honor), que es el principio de reciprocidad o equivalencia en todas las cosas". Porque las relaciones sociales en la región enfatizan las deudas sociales y la "reciprocidad irrestricta" entre parientes, la enemistad puede extenderse a individuos que no estuvieron involucrados en las infracciones originales de izzat y "rara vez permanece localizada".

## En política
El izzat ha jugado un papel importante en la dinámica política de India y continúa haciéndolo hasta el día de hoy. Varios gobernantes estatales en los estados principescos de la India gobernada por los británicos antes de 1947 se resistieron a la participación británica en sus reinos, a pesar de reconocer nominalmente la soberanía británica, porque tal "intervención constituyó un ataque a su izzat". En la India posterior a la independencia, la "política de izzat" ha sido citada como una razón clave para el surgimiento de políticos electos de comunidades hasta ahora atrasadas, que han hecho poco para beneficiar económicamente a sus comunidades pero han creado un mayor izzat para ellas al crear poderosos bloques políticos. Los políticos en el poder a menudo enmarcan las políticas populistas en términos de izzat, como con el Esquema Izzat de 2009 lanzado por el ministro de Ferrocarriles de la India, Mamata Banerjee, que proporciona un subsidio a los ciudadanos más pobres para viajar en tren.

## En la cultura militar
Las fuerzas armadas de la India incorporan el concepto de izzat como un poderoso motivador. Varias unidades de las fuerzas armadas usan el término en sus lemas, como "Sarvatra Izzat O Iqbal" (En todas partes con honor y gloria) del Regimiento de Artillería de la India.